# Derecho de conquista
El Derecho de conquista es el derecho que ejerce el conquistador de un territorio sobre dicho territorio tomado por la fuerza de las armas. Tradicionalmente era un principio del Derecho internacional que en los tiempos modernos ha ido desapareciendo progresivamente hasta su total prohibición después de la Segunda Guerra Mundial, cuando el crimen de agresión fue codificado legalmente por primera vez en los Principios de Núremberg y a continuación por las Naciones Unidas en la Resolución 3314 (XXIX) de la Asamblea General.
La finalización de la conquista colonial de gran parte del mundo, la devastación de la Primera Guerra Mundial y la Segunda Guerra Mundial, y la adhesión tanto de los Estados Unidos como de la Unión Soviética al principio de autodeterminación conllevó el abandono del derecho de conquista en el Derecho internacional. El Pacto Briand-Kellogg de 1928, los posteriores Juicios de Núremberg en 1945, la Carta de las Naciones Unidas, y el papel de la ONU en la descolonización contribuyeron decisivamente al desmantelamiento progresivo del derecho de conquista. Paralelamente, la Carta de las Naciones Unidas garantiza el principio de integridad territorial de los Estados miembros de la Organización, congelando cualquier demanda contra las conquistas históricas acontecidas con anterioridad a dicho proceso.